# Everest (Kansas)
Everest es una ciudad ubicada en el de condado de Brown en el estado estadounidense de Kansas. En el año 2010 tenía una población de 284 habitantes y una densidad poblacional de 405,71 personas por km².

## Geografía
Everest se encuentra ubicada en las coordenadas 39°40′36″N 95°25′31″O / 39.67667, -95.42528 (39.676743, -95.425269).

## Demografía
Según la Oficina del Censo en 2000 los ingresos medios por hogar en la localidad eran de $27,500 y los ingresos medios por familia eran $40,000. Los hombres tenían unos ingresos medios de $24,500 frente a los $23,438 para las mujeres. La renta per cápita para la localidad era de $14,056. Alrededor del 12.3% de la población estaban por debajo del umbral de pobreza.